# Університетський статут 1863 року
Університетський статут 1863 — правовий акт Російської імперії, який визначав устрій і порядки в університетах імперії. Прийнятий 18 червня 1863 року. Був одним з основних результатів університетської реформи в сфері освіти, що проводилася у загальному контексті «Великих реформ» імператора Олександра II. Найбільш ліберальний з університетських статутів дореволюційної Росії.
Статут відновлював університетське самоврядування. Попечитель здійснював тільки вищий нагляд за діяльністю університету в рамках статуту.
В університетах статутом були запроваджені аспірантури, завдяки цьому почалася підготовка викладачів. Було визначено науково-викладацький склад університетів: ординарні та екстраординарні професори, приват-доценти, лектори та особи, які допомагали забезпечувати навчальний процес на факультетах..